# Zwischen zwei Welten (Sutermeister)

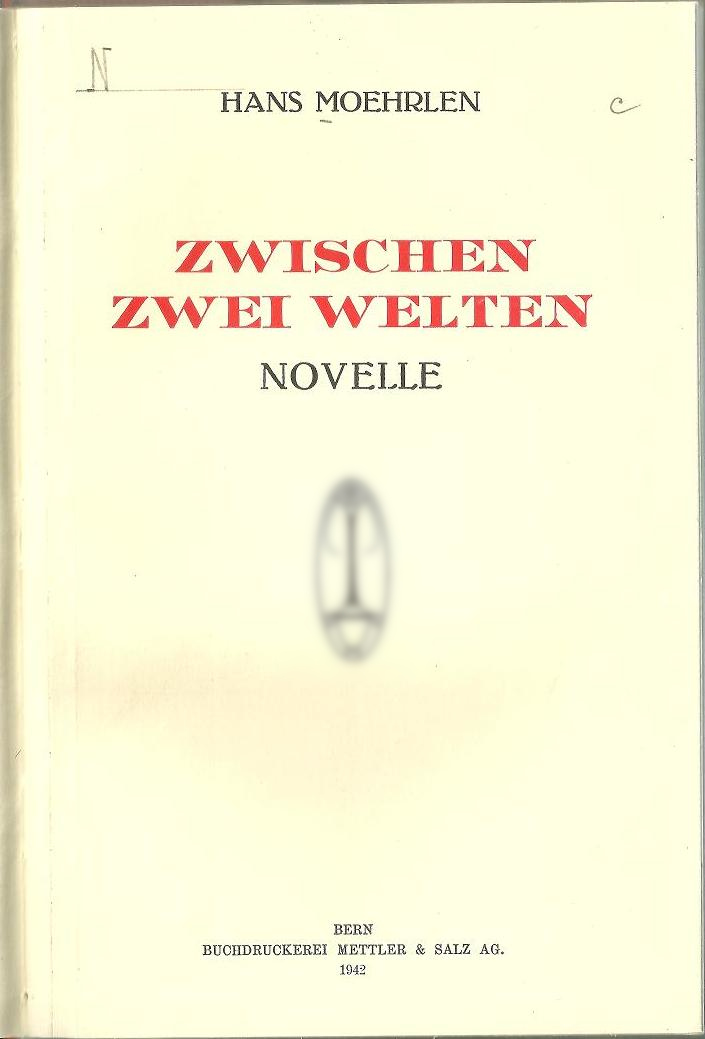
Buchcover

Zwischen zwei Welten: Novelle ist eine autobiographische Novelle von Hans Martin Sutermeister. Er veröffentlichte sie 1942 unter dem Pseudonym Hans Moehrlen bei Mettler & Salz.

## Inhalt
Sutermeister veröffentlichte die autobiografische Novelle Zwischen zwei Welten unter dem Pseudonym Hans Moehrlen, in Anlehnung an seinen Urgrossvater Christoph Möhrlen (auf Französisch: Moehrlen). In der Novelle beschreibt Sutermeister seine Kindheit im protestantischen Milieu, seine Jugend sowie seine Studien- und Junggesellenzeit. Etappen dieser Jahre umfassen: die strenge Erziehung durch seine frommen gutbürgerlichen Eltern; den möglichen Suizid seines Bruders Adrian, der 1931 unter ungewissen Umständen in den Bergen starb – ein Ereignis, das den Vater in den Wahnsinn trieb; den Bruch mit seiner Familie und seinen Auszug vom Land in die Stadt; seine Erfahrungen mit „Wein, Weib und Gesang“ (wie Anton Schaller 2012 schrieb), aus denen er seine Lehren zieht und reifer wird; und schliesslich seine Rückkehr ins gutbürgerliche Milieu.

## Rezeption
Die Einfuhr der Novelle „ins Grossdeutsche Reich [war] gesperrt“.
Die Novelle stellte für Karl Walker 1947 die „vollzogene Revolution der Gesellschaft, … die Beseitigung von Vorurteilen und wirklichkeitsfremden, veralteten Traditionen, … die Rückkehr zum Wesentlichen in den Beziehungen der Menschen zueinander“ dar; es sei „gut im Stil und meisterhaft in der Schilderung“, „die Revolution der bürgerlichen Gesellschaft, in einem Lande, das der Krieg verschont hat, vollzogen in einem einzigen jungen Menschen.“
Fredi Lerch erachtete die Novelle 2012 als frühes Beispiel der Schweizer Nonkonformismus-Bewegung: Während des Zweiten Weltkriegs sei die Schweiz neutral gewesen, habe jedoch unter starkem Druck gestanden, mit den faschistischen Nachbarländern Deutschland und Italien zu kooperieren. In diesem Kontext habe sich das vielschichtige Phänomen der Geistigen Landesverteidigung entwickelt, das sowohl kryptofaschistische als auch antifaschistische Ausprägungen gehabt habe. Lerch zählte Sutermeister zu den „mutigen Männern“, die sich gegen Einschränkungen wie Pressefreiheit in der Schweiz engagiert hätten. Sie seien später als Nonkonformisten bezeichnet worden und hätten die liberale Öffentlichkeit bis zur Studentenrevolte von 1968 geprägt. Die Novelle thematisiere den Gegensatz zwischen einer konservativen Intellektuellen- und einer progressiven Nichtintellektuellenschicht. Diese Kategorisierung sei eine vereinfachte Darstellung der sozialen Realität jener Zeit gewesen und habe die spätere Diskussion um Konformismus und Nonkonformismus vorweggenommen. Der Protagonist Martin unternehme einen typischen nonkonformistischen Ausbruchsversuch, der jedoch scheitere. Die NS-Behörden verboten die Einfuhr der Novelle, was ihre subversive Botschaft unterstreiche.
Anton Schaller bewunderte 2012 die schonungslose Aufbereitung der Familiengeschichte und die Charakterentwicklung Martins, der zwischen strenger Erziehung und der Suche nach einem erfüllteren Leben hin- und hergerissen sei. Schaller war Präsident des Landesrings der Unabhängigen, der Partei, für die Sutermeister in Bern politisierte. Obwohl die Novelle keine direkten Bezüge zum Landesring habe, erinnerte sie Schaller an die Politik: Die Geschichte von Martin, der zwischen den zwei Welten wandelt, spiegle in gewisser Weise die Ideale der Partei wider, die sich zwischen den Extremen von links und rechts positionierte.

## Figuren

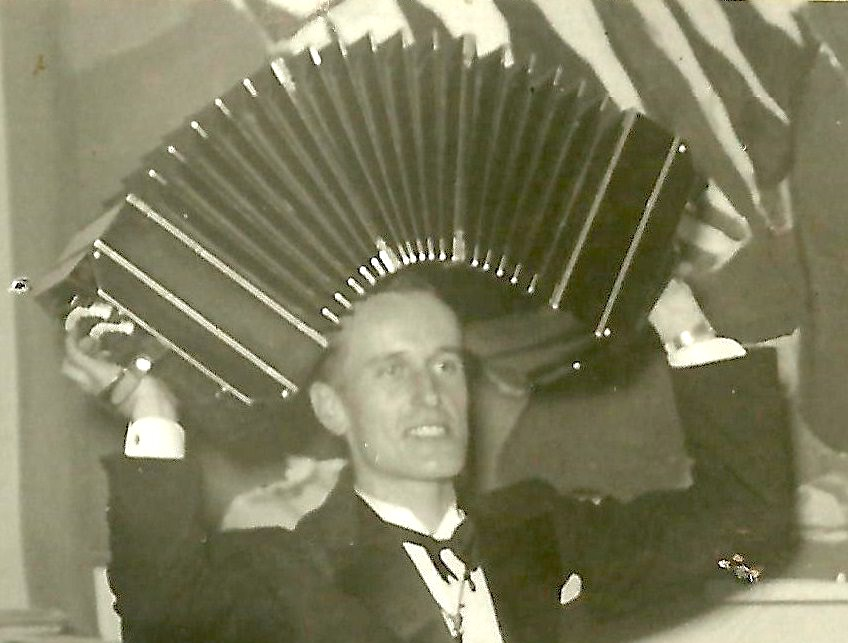
«Er beschloss, sich nun auch statt Martin, was ans Pfarrhausmilieu erinnerte, neutraler Hans zu nennen.» (zeitgenössisches Foto, S. 61)
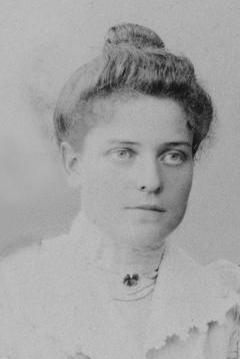
«Mutters Vater war dagegen ein vermöglicher Landarzt gewesen» (Maria Hunziker, S. 11)
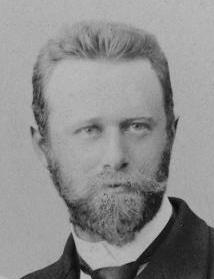
«während der Vater, aus einer kinderreichen, mittellosen Professorenfamilie stammend» (Friedrich Sutermeister, S. 11)
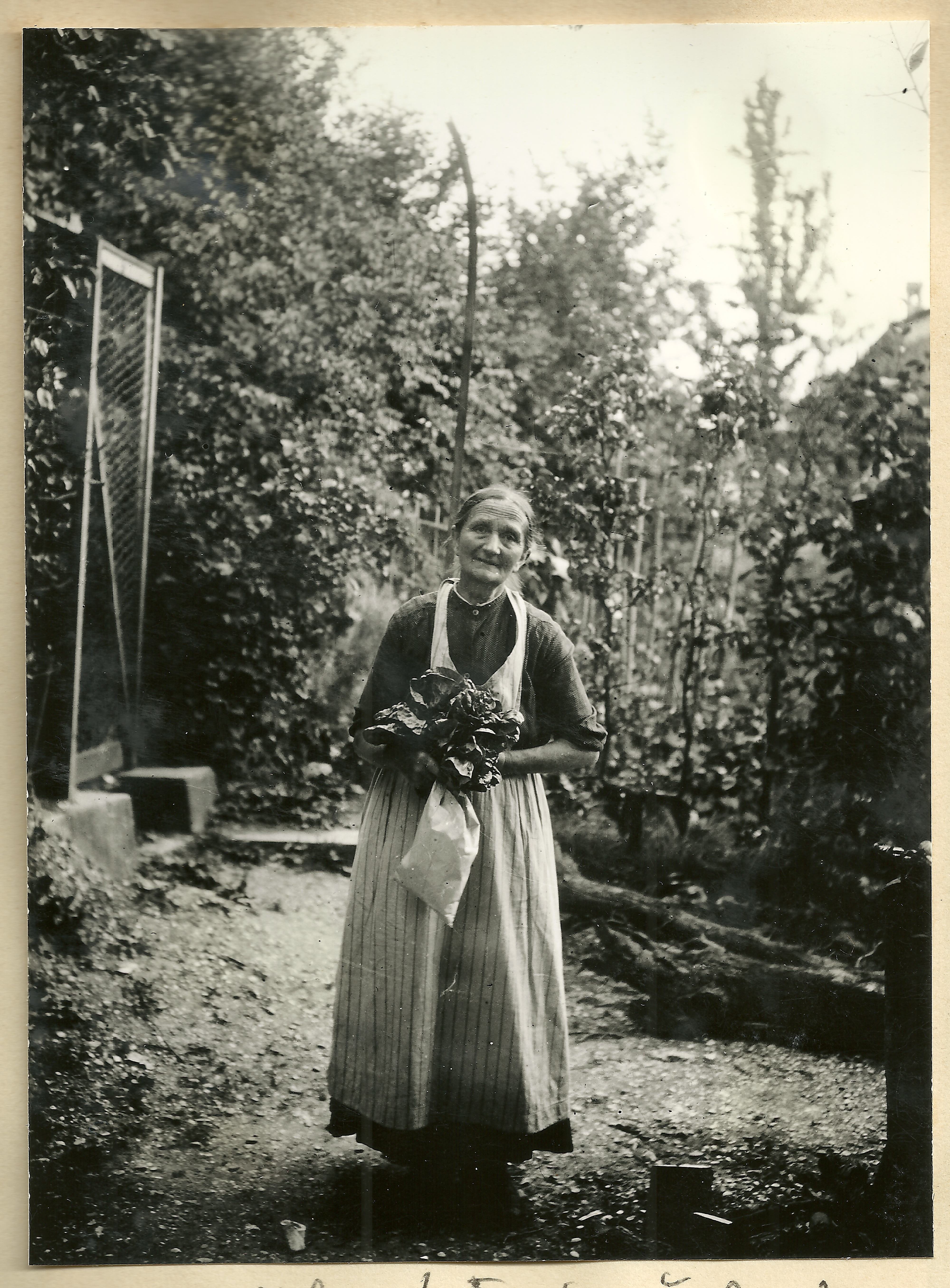
«‹das Lina›, wie sie die Kinder nannten, während die Mutter dagegen distanziert ‹Frau Baumberger› zu ihr zu sagen pflegte» (S. 10)

## Rezensionen
- Carl Heinrich: Die Gefährten: Monatsschrift für Erkenntnis und Tat. Ausgabe 9–17, 1947, S. 69.
- Anton Schaller: Zwischen zwei Welten. (Memento vom 30. Dezember 2013 im Internet Archive) Kolumne auf Seniorweb, 29. April 2012.
- Fredi Lerch: Depoimento precoce de não-conformismo suíço. In: Revista Espaço Acadêmico, Nr. 134, Juli 2012 (portugiesisch und deutsch).